# The Peth
The Peth est un groupe de rock gallois formé à Cardiff en 2008 par le batteur de Super Furry Animals Dafydd Ieuan.

## Description
Ieuan est rejoint à diverses reprises par Rhys Ifans ainsi que par huit autres membres de Super Furry Animals : Guto Pryce, Meilyr Gwynedd, Osian Gwynedd, Mick Hilton, Dic Ben et Kris Jenkins.
Le groupe commence ses premiers concerts en 2008 dans des petites salles du Pays de Galles avant de jouer à Londres et de se produire au Green Man Festival (en) de cette année-là. Le premier album The Golden Mile sort en août 2008 avec des critiques mitigées,. Un deuxième album, Crystal Peth est enregistré mais n'a encore jamais été publié.
En 2009, The Peth donne un concerta avec Oasis au Millennium Stadium de Cardiff.